# Johannes Schäfer (Politiker, 1903)

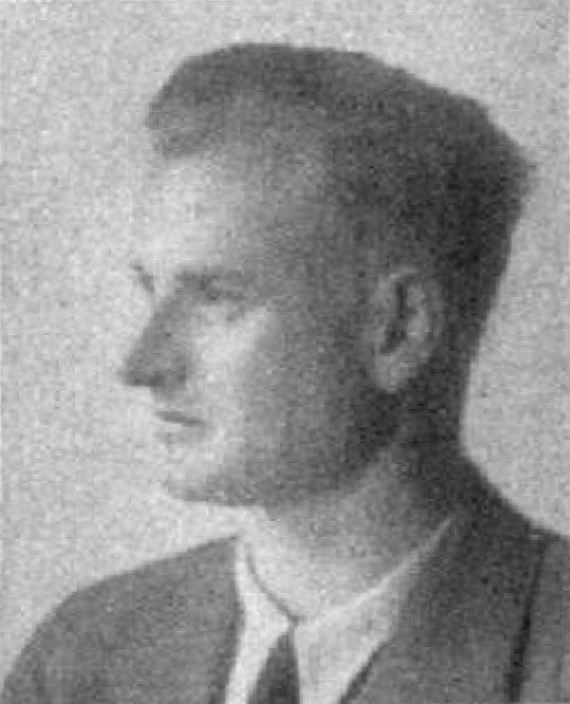
Johannes Schäfer

Johannes Schäfer (* 14. Dezember 1903 in Leipzig; † 28. April 1993 in Bielefeld) war ein deutscher Kaufmann, Politiker (NSDAP), SS-Führer, sowie nach dem Zweiten Weltkrieg zeitweise BND-Mitarbeiter.

## Leben und Wirken
In seiner Jugend besuchte Schäfer die 4. höhere Bürgerschule (1910–1914) und das Schiller-Realgymnasium in Leipzig (1914–1920). Von 1920 bis 1923 absolvierte er eine kaufmännische Lehre im Drogen- und Chemikalien-Großhandel. Von 1923 bis 1925 gehörte Schäfer der 9. Kompanie des Infanterie-Regiments 11 in Leipzig als Offiziersanwärter an. Während dieser Zeit besuchte er auch die Heeresfachschule dieses Regiments in Leipzig (bis zur Unterprima).
In den Jahren 1926 bis 1930 hatte Schäfer verschiedene Stellungen im Großhandel inne. 1926 trat Schäfer in die NSDAP ein (Mitgliedsnummer 49.889). In der Kampfformation der Partei, der SA, nahm er seit Februar 1930 den Rang eines Standartenführers ein. Nachdem er 1930 arbeitslos wurde, war er ab 1932 als Hilfsarbeiter bei der Gauleitung der NSDAP im Gau Halle-Merseburg tätig. 1933 hielt er sich als SA-Oberführer in Magdeburg, Editharing 15 auf.
Vom November 1932 bis zum März 1936 saß Schäfer als Abgeordneter der NSDAP im Reichstag, in dem er den Wahlkreis 10 (Merseburg) vertrat. Als Abgeordneter stimmte Schäfer unter anderem für das von der Regierung Hitler eingebrachte Ermächtigungsgesetz vom 24. März 1933, das die juristische Grundlage für die Errichtung der NS-Diktatur bildete. In der SA wurde er zu dieser Zeit (Mai 1933) zum Oberführer befördert. Bei der Reichstagswahl am 29. März 1936 kandidierte er erneut, erhielt aber kein Mandat mehr. Nachdem er von 1934 bis 1938 als Sparkassenangestellter gearbeitet hatte, wurde er Kriminalkommissaranwärter in Köln.
Im Rang eines SS-Brigadeführers (SS-Nummer 1.523) war Schäfer SS-Abschnittsführer in Danzig und Chef der dortigen Polizei. Am 3. Juli 1939 stellte er in Danzig den „SS-Wachsturmbann Eimann“ auf. Von November 1939 bis zum 22. Juni 1940 amtierte Schäfer als Polizeipräsident der Stadt Łódź im deutsch besetzten Polen. Im Februar 1940 ließ er das Judenghetto der Stadt einrichten. Von 1942 bis 1945 befand er sich im Auftrag des Reichssicherheitshauptamtes im Kriegseinsatz bei der Waffen-SS.
Nach Kriegsende wurde Schäfer nicht zur Rechenschaft gezogen und war von 1945 bis 1953 als „Hans Schäfer“ Vertreter in Niedersachsen sowie in den 1950er Jahren für den BND tätig.